# Resolutie 2013 Veiligheidsraad Verenigde Naties
Resolutie 2013 van de Veiligheidsraad van de Verenigde Naties werd op 14 oktober 2011 unaniem aangenomen door de VN-Veiligheidsraad. De resolutie stond toe dat de Russische rechter Bachtiejar Toezmoechamedov deeltijds werkte en tegelijkertijd nog een ander juridisch beroep uitoefende. Er werd ook gesteld dat deze uitzondering eenmalig was en geen precedent schiep.

## Achtergrond
Toen Rwanda een Belgische kolonie was, werd de Tutsi-minderheid in het land verheven tot een elitie die de grote Hutu-minderheid wreed onderdrukte. Na de onafhankelijkheid werden de Tutsi verdreven en namen de Hutu de macht over. Het conflict bleef aanslepen, en in 1990 vielen Tutsi-milities verenigd als het FPR Rwanda binnen. Met westerse steun werden zij echter verdreven.
In Rwanda zelf werd de Hutu-bevolking opgehitst tegen de Tutsi. Dat leidde begin 1994 tot de Rwandese genocide. De UNAMIR-vredesmacht van de Verenigde Naties kon vanwege een te krap mandaat niet ingrijpen. Later dat jaar werd het Rwandatribunaal opgericht om de daders te vervolgen.

## Inhoud
De Veiligheidsraad:
- Neemt akte van de brief van secretaris-generaal Ban Ki-moon met een brief van de voorzitter van het Rwandatribunaal aangehecht.
- Herinnert aan de resoluties 955 (1994), 1503 (2003) en 1534 (2004).
- Herinnert ook aan resolutie 1966 die het Internationaal Residumechanisme voor Straftribunalen oprichtte en het Rwandatribunaal vroeg om eind 2014 af te ronden.
- Bemerkt dat vier permanente rechters naar beroep zullen worden overgeheveld tot de afloop van hun lopende zaken, en dat twee rechters het tribunaal zullen verlaten.
- Dringt er bij het tribunaal op aan dat het zijn werk op tijd afrondt.
- Handelend onder Hoofdstuk VII van het Handvest van de Verenigde Naties:

1. Besluit ondanks de statuten van het tribunaal rechter Bachtiejar Toezmoechamedov toe te laten in deeltijd te werken en een ander juridisch beroep uit te oefenen tot 31 december 2011.
2. Benadrukt dat deze uitzondering geen precedent is.
3. Besluit op de hoogte te blijven.

## Verwante resoluties
- Resolutie 1995 Veiligheidsraad Verenigde Naties
- Resolutie 2006 Veiligheidsraad Verenigde Naties
- Resolutie 2029 Veiligheidsraad Verenigde Naties
- Resolutie 2038 Veiligheidsraad Verenigde Naties (2012)

Lijst ·  1967 ·  1968 ·  1969 ·  1970 ·  1971 ·  1972 ·  1973 ·  1974 ·  1975 ·  1976 ·  1977 ·  1978 ·  1979 ·  1980 ·  1981 ·  1982 ·  1983 ·  1984 ·  1985 ·  1986 ·  1987 ·  1988 ·  1989 ·  1990 ·  1991 ·  1992 ·  1993 ·  1994 ·  1995 ·  1996 ·  1997 ·  1998 ·  1999 ·  2000 ·  2001 ·  2002 ·  2003 ·  2004 ·  2005 ·  2006 ·  2007 ·  2008 ·  2009 ·  2010 ·  2011 ·  2012 ·  2013 ·  2014 ·  2015 ·  2016 ·  2017 ·  2018 ·  2019 ·  2020 ·  2021 ·  2022 ·  2023 ·  2024 ·  2025 ·  2026 ·  2027 ·  2028 ·  2029 ·  2030 ·  2031 ·  2032